# L'Empire de la morale
L'Empire de la morale est le quinzième roman de Christophe Donner, publié chez Grasset en 2001. 
Ce roman auto-fictionnel dépeint un adolescent pris entre les obsessions de ses parents, la psychanalyse pour sa mère et le communisme pour son père. L’histoire commence en 1997, lorsque le narrateur revient à Paris après une longue absence. Il va ici raconter ce qui fait qu’il est devenu écrivain, cet écrivain qui raconte sa famille, pourquoi il l’a quittée et pourquoi il y avait cette part malheureuse derrière les moments heureux. Pourquoi il a vécu « une certaine histoire d’amour » (page 10), qui a pu avoir lieu justement parce que ce qu’il va décrire s’est d’abord produit. Et en premier lieu cette hallucination.

## Résumé
Le narrateur est pris d'une hallucination qui va progressivement devenir omniprésente, l'amenant dans les filets de la psychanalyse, jusqu'à l'enfermement puis une liberté retrouvée, avec son père, qui prépare la Révolution, de St Tropez à Paris.

## Analyse et style du roman
Forme d'écriture fétiche de l'auteur, ce roman est une autofiction où l'on retrouve des événements qu'il a lui-même vécus, comme l'hallucination, le divorce de ses parents (voir plus bas), et d'autres liés à son histoire familiale (« Les contours de ma personne se dessinent au fusain des peines que je peux faire aux autres. », page 8). Ainsi, dans les pages 59 à 61, l’auteur opère la confusion entre ce qu’il vit au moment où il écrit - la lecture d’ouvrages sur le cerveau et les hallucinations - et ce que vit le narrateur, enfermé dans l’institut pour enfant, plongé dans les lectures lui permettant de comprendre sa propre folie. 
On retrouve cette confusion lorsque l'auteur s'amuse à brouiller les époques : alors que le divorce de ses parents et ses hallucinations remontent aux années 60, il introduit quelques anachronismes notamment lorsqu’il évoque le « game-boy » du gardien du centre. (page 75)

## Personnages
Outre Christophe Donner lui-même :
- Dr Hartman : psychanalyste lacanien, qui veut lui faire avouer son Œdipe.
- Sa mère.
- Son père.
- Pr Chardin, directeur de la clinique.
- Dr Guillain, neurologue.
- Simon, amant de sa mère.
- Suzanna Bradi, actrice italienne, maîtresse de son père.
- Lilas, fille d'un chanteur connu, marchande de bijoux fantaisie.

## Thèmes qui seront repris dans l’œuvre de l'auteur
- La place du père, et la rupture avec l'auteur : notamment dans Petit Joseph et Vivre encore un peu, mais surtout dans Les maisons.
- La place de la mère, et l'importance de la psychothérapie : notamment dans Petit Joseph et Ainsi va le jeune loup au sang.
- Les hallucinations nocturnes de l'auteur : notamment dans Petit Joseph.